# Rhea (mythologie)
Rheia (Oudgrieks: ῾Ρέα; Ionisch: ῾Ρείη) of Rhea (gelatiniseerd) is een figuur uit de Griekse mythologie. Zij was een van de Titanen en woonde bij de berg Ida op Kreta. Haar broer Kronos huwde haar en verwekte de Olympiërs Hestia, Hera, Demeter, Poseidon, Hades en Zeus. Rheia werd geïdentificeerd met de Klein-Aziatische Kybele, en daarom Rheia-Kybele (῾Ρέα Κυβέλη) genoemd.
De Grieken noemen de aarde Gaia als haar moeder, hoewel ze ook wel met haar wordt vereenzelvigd. Haar vader was de hemel Ouranos. Deze werd door Kronos gecastreerd; ook Kybeles geliefde Attis was gecastreerd, hoewel deze dat zichzelf aangedaan had.

## De naam Rhea
Haar naam wordt soms afgeleid van Era, dat aarde betekent; zij wordt ook wel in verband gebracht met rha (rood) of een woord voor gier. Dieren waarmee ze werd geassocieerd zijn de duif, de kraai en de leeuw of bergleeuw.

## Bijnamen
In het oude Athene was Rheia's epitheton Pandora, de allesgevende. Ze was de Moeder der goden. Haar titels verwijzen naar haar verschillende functies. Als Rhea Cronia stond ze in verband met het tijdsverloop. Als dodengodin werd ze ook Coronis (kraai) genoemd; als Coronis was ze ook de maagdelijke moeder van Asclepius, de god van de genezing. Als Britomartis was ze de Maagd, als Diktynna de Wetgeefster van de berg Dikte. Als Aegea was ze de grondlegster van de Aegeïsche beschaving. Een andere naam was Dindumene. Adrastea ('onontkoombare') was waarschijnlijk een titel voor Rhea of Rhea Cybele als moeder die het recht uitspreekt over de mensen. Net als Cybele werd ze Magna Mater, 'Grote Moeder', genoemd, of Magna Mater deorum Idaea, 'Grote moeder van de goden, vereerd op de berg Ida'. Een berg Ida bestond zowel op Kreta als in Klein-Azië.

## Attributen
Rhea werd afgebeeld met een kroon in de vorm van een toren, of in een wagen die werd voortgetrokken door twee leeuwen. Het afbeelden van een godin met een toren op het hoofd was in een groot gebied gebruikelijk voor het afbeelden van een beschermster van een stad. Op deze manier werden bijvoorbeeld de Hittitische Hebat afgebeeld, Allat van Palmyra, Semiramis en vele godinnen aan wie ze gelijk kan worden gesteld, of de Griekse Tyche.
In haar gedaante als Pandora werd Rhea afgebeeld met een vaas (Grieks: pithos), het symbool van de bron van alle dingen op aarde. De vaas was een voorstelling van de baarmoeder, te vergelijken met de ketel die in veel noordelijke mythes is verbonden met moedergodinnen. In een eerdere tijd had deze vaas ook betekenis als symbool voor wedergeboorte.

## Cultus
Voor Rhea werden orgiastische rituelen gehouden. Uit haar cultus is de huidige 'Moederdag' voortgekomen.
De cultus voor Rhea verspreidde zich door Griekenland van de zesde tot de vierde eeuw v.Chr., en werd in het jaar 205 v.Chr. in Rome geïntroduceerd. Rhea was de beschermgodin van de smeden. Rhea was een orakelgodin. Zij leerde de kunst van de voorspelling aan Oinone ('koningin van de wijn'), de vrouw van Paris. Men sloeg de koperen trom van Rhea om bijenzwermen te controleren en om het kwaad af te weren. Rhea's priesteressen zijn de Cureten of Koureten. Deze waren van oorsprong vegetatiedemonen.
Rhea werd vereerd op Kreta, waar zij moeder was van Zeus. Dit was haar belangrijkste vereringplaats. Zij is waarschijnlijk een oude moedergodin en wordt wel gelijkgesteld aan Cybele of de Efesische Artemis.

## De geboorte van Zeus
Rhea's kind Zeus werd vereerd als een jaarlijks stervende en weer herrijzende god. Om hem voor zijn vader Kronos te beschermen, verborg ze het kind in de Diktigrot, in de berg Dikti. Het kind werd beschermd door het lawaai van de Curetes, dat zij maakten door op hun trommels of schilden te slaan; zij voorkwamen zo dat Kronos hem zou kunnen vinden door zijn gehuil. Kronos at zijn kinderen op om te voorkomen dat zij machtiger zouden worden dan hij, en hem zouden verslaan. Rhea verborg Zeus in een grot in de berg Dikti, en gaf Kronos een ingezwachtelde steen te eten.

## Dactylen
De Dactylen (vingers) kwamen uit Rhea voort terwijl ze Zeus baarde. De Grieken beschouwden de Dactylen als geesten die werden geboren uit haar vingerafdrukken, terwijl ze in haar barensnood haar vingers tegen de aarde drukte. Uit haar rechterhand kwamen de mannelijke dactylen, en van haar linkerhand vijf vrouwelijke. In latere tijden werden de vingergeesten beschouwd als belangrijke goden, met betrekking tot het handlezen. Over welke vinger bij welke god hoort, is niet veel eenduidigheid.
De ringvinger, die wel werd geassocieerd met Venus, draagt nu nog steeds de trouwring, een overblijfsel van deze betekenisleer. Het opsteken van de middelvinger, de 'Jupiter-vinger' of 'Saturnus-vinger', had fallische connotaties; het werd door mannelijke prostitués in Rome toegepast om klanten aan te trekken. Het wordt nu beschouwd als een obsceen gebaar, en de kerk doopte hem tot digitis obscenis. De mannelijke dactylen werden ook wel beschouwd als de eerste ijzersmeden. Het ijzer kwam van het gebied rond de Zwarte Zee naar Kreta, in het begin van de ijzertijd.

## Rhea en Kronos
Rhea en Kronos zijn de Titanen van de zevende dag, kinderen van hemel en aarde (Ouranos en Gaia). Zij zijn door Eurynome aangesteld over de planeet Saturnus; de zaaigod Saturnus is de Romeinse tegenhanger van Kronos. Kronos werd jaarlijks neergemaaid in het korenveld, en om hem werd vervolgens gerouwd. Graves meldt dat het echter niet Kronos zelf was die jaarlijks werd geofferd, maar een van zijn kinderen, die zijn plaats innam; vandaar de mythe van de god die zijn eigen kinderen opeet. Rhea is volgens Graves een oude eikgodin. Ze kan worden gelijkgesteld met Diana. De duif is haar vogel, die de wijsheid vertegenwoordigt; Kronos is te vertalen als kraai (Coronos). Later werd het ook wel gelezen als Chronos, 'tijd', maar dat was eigenlijk een van de oergoden ontstaan uit Chaos. Kronos neemt wraak op Ouranos voor het opsluiten van zijn broers, de cyclopen en hecatoncheiren. Uit het bloed dat in zee viel ontstaat Aphrodite.

## Beschermgodin van de smeden
Rhea, de beschermgodin van de smeden, had vooral betekenis in de oudere bronstijd, voor de ertsen goud, zilver, koper, lood en tin. Walker legt een verband tussen Rhea en de functie van de berggodin als wetgeefster in de mythe waarin op de berg Dikte de tabletten met de wet worden geschonken aan koning Minos. Net als Atalanta sloeg Rhea ooit water uit een rots. Er ontsprong een bron die de naam kreeg van Jason, de leider van de Argonauten. Rhea was aanvankelijk vertoornd vanwege de slachting die de argonauten hadden aangericht onder haar broers. Nadat zij een beeld voor haar oprichtten, verzachtte haar woede en ontsprong de bron. Strabo vermeldt dat Rhea ook de bron liet ontspringen van de rivier de Neda, van een berg in Arcadia. Vervolgens baadde zij in het water van de rivier na de geboorte van Zeus.